# Петронијевићи
Породица Аврама Петронијевића (1791 - 1852), намесника кнежевског достојанства и кнежевог представника и његовог сина Милана Петронијевића, заступника председника министарског савета (в. д. председника владе), капућехаје (посланика) у Цариграду, посланика у Берлину и Клеопатре Карађорђевић (1835 - 1855), кћерке кнеза Александра Карађорђевића и Персиде рођ. Ненадовић и сестре краља Петра I Карађорђевића.

## Порекло
Петронијевићи су пореклом Шћекићи, највероватније Шћекићи из Црне Горе. Њихова крсна слава је Света Параскева - Света Петка, Св. Петка Биоградска (у Приморју Црне Горе, јер су мошти биле дуго у Београду, Света Петка Трновска (јер су мошти биле у Трнову, а данас су у Јашију), прославља се 14/27. октобра. Свету Петку славе као крсну славу племе Бјелопавлићи, па је могуће да су Петронијевићи пореклом од Бјелопавлића.

## Петроније Шћекић
Петроније Шћекић из Црне Горе доселио се у Темнић у јагодинском округу. Петроније се борио у Кочиној крајини. Његов син Аврам Шћекић- Петронијевић, који се од 1821. по оцу презива Петронијевић, рођен је у Текији на Дунаву.

## Аврам Петронијевић (1791-1852)
Аврам Петронијевић (1791-1852) био је намесник кнежевског достојанства 1839, кнежев представник (председник владе) и попечитељ (министар) иностраних дела.
Чиновничку службу започео је као писар кнеза гружанског Петра Топаловића, пословног ортака књаза Милоша.
Аврам Петронијевић је са Станом имао синове Љубомира Петронијевића и Милана Петронијевића.

## Милан Петронијевић (1831-1914)
Милан Петронијевић (1831-1914), заступник председника министарског савета (в. д. председника владе), кнежевски и краљевски посланик у Цариграду и Берлину био је ожењен (1855) Клеопатром Карађорђевић, Карађорђевом унуком и сестром краља краља Петра I Карађорђевића. Нису имали деце.
Клеопатром Карађорђевић прво је хтео да се ожени кнез Данило Петровић Његош, али до венчања није дошло.
Милан Петронијевић, после преране Клеопатрине смрти, оженио се други пут Јелисаветом Цукић, кћерком Петра Лазаревића Цукића и унуком војводе Павла Цукића по оцу, и војводе војводе Петра Николајевића Молера, по мајци, сестром Косте Цукића.
Милан Петронијевић (1831-1914) и Јелисавета Петронијевић рођ. Цукић (1837-1915) имали су једног сина Милоша и две кћерке Ану.

### Маринковићи
Ана Петронијевић, дворска дама, кћерка Милана Петронијевића и Јелисавете Петронијевић, рођ. Цукић била је удата за министра просвете и црквених дела, краљевског посланика у Букурешту Павла Маринковића, сина Димитрија Маринковића, министра правде, председника Сената Краљевине Србије, судије.
Маринковићи су пореклом из Параћина, односно од Ртња. Павле Маринковић, трговац из Параћина, заслужан је за обнову цркве Свете Петке око 1820, а његов брат капетан Петар Маринковић био је срески начелник у Параћину. Кћерком капетана Петра Маринковића био је ожењен брат Милана Пироћанца Димитрије Маринковић (рођен 1835), син Павла Маринковића, министар правде, министар унутрашњих послова и председник Сената (Горсег дома) био је ожењен кћерком удовице Клајн, сестре Клајн-Маленића. Сестра Димитрија Маринковића била је удата за Маршићанина. Димитрије Маринковић је осим сина Павла Маринковића ожењеног Аном Петронијевић имао и синове Војислава и Михаила Маринковића. Др Војислав Маринковић (1876—1935), брат Павла Маринковића био је ожењен Аном Лозанић (1881-1973), сликарком, кћерком др Симе Лозанића и Стане Лозанић, праунуке господар Томе Вучића Перишића, а унуком Ане Лозанић, из породице Вељковић из Параћина из које је и пашеног Павла Маринковића др Војислав Вељковић.

### Вељковићи
Друга кћерка Милана Петронијевића и Јелисавете Петронијевић, рођ. Цукић била је удата за министра др Војислава Вељковића, др права министра финансија и трговине, сина проф. др Стојана Вељковића, министра правде, професора Велике школе и брата Јована Вељковића, официра. Вељковићи су пореклом из Параћина. Јован и Стојан Вељковић из Параћина били су, заједно са Лешјанима, међу предводницима буне из 1832, након чега је Параћин припојен Кнежевини Србији. Јованов син је проф. др Стојан Вељковић, министар правде. Његов син др Војислав Вељковић, министар финансија и кћерка Милана Петронијевића нису имали деце

## Милош Петронијевић (1859-1929)
Милош Петронијевић (1859-1929), син Милана Петронијевића и унук Аврама Петронијевића, био је лични секретар краља Александара Обреновића. После Мајског преврата заједно са Велимиром Тодоровићем, бившим министром унутрашњих послова, био је политички прогањан под изговором да је проневерен новац имања које је ванбрачни син кнеза Михаила Велимир Михаило Теодоровић оставио као задужбину српском народу.
Милош Петронијевић је био ожењен кћерком Милана Пироћанца, председника министарског савета, чија је мајка, иначе била удовица војводе Павла Цукића. Имали су сина Милана Петронијевића (1912—1929).
Петронијевићи почивају у гробници Пироћанаца на Новом гробљу у Београду. Пошто је сестра Милана Пироћанца, Савка, кћерка Стевана Недељковића Пироћанца, среског начелника била удата за генерала Павла Јуришића Штурма (1848-1922), сина Отона Штурма, управника ловишта цара Вилхелма у истој гробници сахрањен је и прослављени генерал.

## Сродство
Петронијевићи су били у сродству са Карађорђевићима, Симићима, Николајевићима, Цукићима и др.